# Phillips Exeter Academy
La Phillips Exeter Academy è una scuola secondaria statunitense privata con studenti interni ed esterni, che si trova ad Exeter, nel New Hampshire, vicino a Boston. 
Il corpo docente è costituito da più di duecento professori e ha come mascotte un leone rampante. I suoi studenti sono detti "Exonians".
È una delle scuole più prestigiose degli Stati Uniti e la terza per ordine cronologico di fondazione: prima fu la Governor's Academy, poi la Phillips Academy (o Andover).
La Phillips Exeter Academy ha formato generazioni di membri dell'establishment del New England; più di recente ha tuttavia introdotto delle politiche di ammissione che permettessero di diversificare la popolazione studentesca, comprese le borse di studio per famiglie meno abbienti. Nel 2015–2016 più del 45% degli studenti riceveva un sussidio economico. La scuola è tradizionalmente molto selettiva, con un tasso di ammissioni pari al 17% delle richieste nell'anno scolastico 2017–2018.
La gestione delle risorse finanziarie e patrimoniali della scuola è svolta da fiduciari che sono ex-alunni. La gestione quotidiana è affidata ad un preside nominato dai fiduciari. Il corpo docente è responsabile della vita studentesca, dentro e fuori dalle aule.
Il patrimonio della scuola è il più grande fra i collegi del New England ed ammontava nel 2017 a 1,25 miliardi di dollari.
Nel primo anno scolastico gli allievi erano cinquantasei; nel 1970, quando furono ammesse le ragazze, gli studenti erano diventati circa settecento. Gli studenti sono circa in egual misura maschi e femmine e sono alloggiati in venticinque dormitori separati per sesso, più due dormitori misti. Ogni residenza è controllata da un capo-dormitorio nominato dai professori.

## Storia

### Fondazione

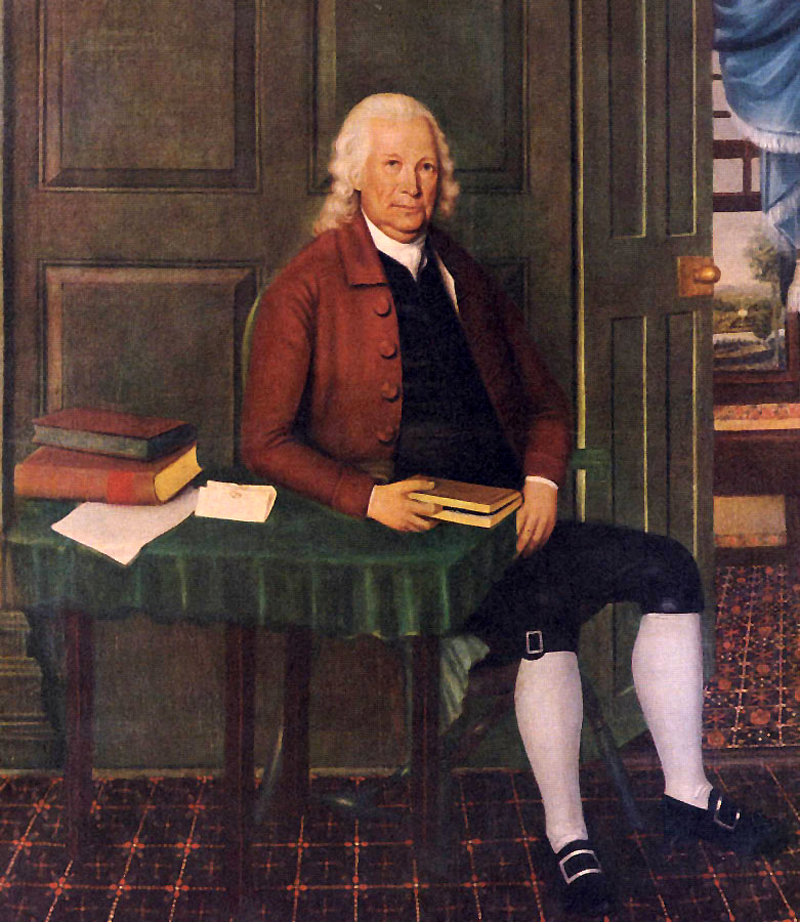
Ritratto di John Phillips

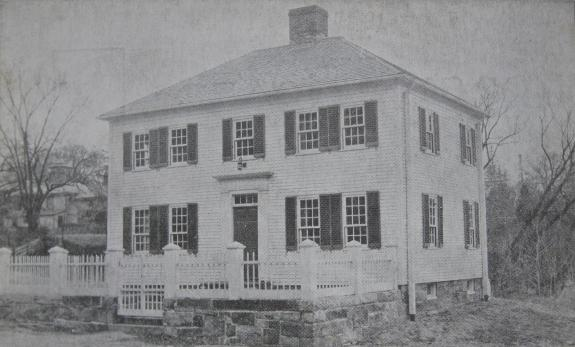
la prima sede della scuola

La Phillips Exeter Academy fu fondata ad Exeter nel 1781 da Elizabeth e John Phillips. John Phillips aveva fatto fortuna come commerciante e banchiere prima di occuparsi della pubblica amministrazione, e tre anni prima aveva aiutato economicamente il nipote Samuel Phillips, Jr. a fondare la sua scuola, la Phillips Academy di Andover. Conseguentemente è sorta una competizione fra le due scuole. La scuola di Exeter doveva educare gli studenti in una visione calvinista, tuttavia, come ad Andover, nell'atto di fondazione è stabilito che la scuola deve essere aperta indifferentemente ai giovani che abbiano i requisiti di ammissione "from every quarter".
La prima sede del collegio fu costruita nel 1783 in Tan Lane, non lontano dal campus attuale.

### Donazione Harkness
Nel 1930 il magnate del petrolio Edward Harkness fece un'importante donazione al collegio, chiedendo che fosse utilizzata per finanziare un nuovo metodo di insegnamento nel quale gli studenti sedessero in classe intorno a uno stesso tavolo insieme all'insegnante e questi parlasse con loro e spiegasse con l'atteggiamento di un tutor universitario o come in una conferenza, e in cui gli studenti fossero incoraggiati ad intervenire.
Il risultato di questa rivoluzione fu il metodo Harkness, nel quale l'insegnante e un gruppo di studenti lavorano insieme, scambiandosi idee e informazioni, analogamente al metodo socratico. Da allora il metodo base di insegnamento nella scuola è quello della discussione di tipo seminariale attorno ad un tavolo ovale, chiamato "Harkness table".

### Dopoguerra
La scuola ammise le ragazze nel 1970 quando entrarono 39 allieve.
Oggi gli studenti sono circa metà maschi e metà femmine. Per sottolineare la parità dei sessi nel 1996 fu aggiunta sull'ingresso principale l'iscrizione latina Hic Quaerite Pueri Puellaeque Virtutem et Scientiam ("Qui, ragazzi e ragazze, cercate virtù e conoscenza") accanto a quella già esistente Huc Venite, Pueri, ut Viri Sitis ("Venite qui, ragazzi, per diventare uomini").

## Programma scolastico
Ad Exeter il rapporto fra studenti e insegnanti è di cinque a uno. La maggioranza dei professori ha un titolo accademico postgraduate. Gli studenti che seguono il programma quadriennale devono seguire corsi di arti, lingue classiche o moderne, informatica, inglese, salute e sviluppo umano, storia, matematica, religione e scienze. la maggior parte degli studenti ottiene il diploma in inglese, ma gli allievi che frequentano la serie completa dei corsi di latino e greco ottengono il diploma di maturità classica.

### Metodo Harkness
La maggior parte delle lezioni a Exeter si tengono intorno alle Harkness tables; non ci sono aule con file di banchi e le spiegazioni dalla cattedra sono rare. Il completamento del Phelps Science Center nel 2001 ha permesso che anche le lezioni delle materie scientifiche potessero svolgeri intorno ad uno Harkness table.